# Kanton Villeneuve-sur-Lot-2
Villeneuve-sur-Lot-2 is een kanton van het Franse departement Lot-et-Garonne. Het kanton maakt deel uit van het arrondissement Villeneuve-sur-Lot en telde 16.701 inwoners in 2018.
Het kanton werd gevormd ingevolge het decreet van 26 februari 2014 met uitwerking op 22 maart 2015.

## Gemeenten
Het kanton omvat de volgende gemeenten:
- Bias
- Hautefage-la-Tour
- Pujols
- Saint-Antoine-de-Ficalba
- Sainte-Colombe-de-Villeneuve
- Villeneuve-sur-Lot (deel: linkeroever) - hoofdplaats